# Petendi pálinkaház
A Petendi Pálinkaház nevű kereskedelmi pálinkafőzde a Balaton északi partjához közeli Vigántpetenden található. A családi vállalkozásban működő kézműves termelés 2011 nyarán kezdődött, mely a régió és közvetlen környezetének gyümölcsöseire épül. Pálinkáit Fülig Jimmy és Piszkos Fred márkaneveken hozza forgalomba. Az általános gyakorlattal szemben a Pretendi Pálinkaház nem feltétlenül ajánlja a pálinka szobahőmérsékleten történő fogyasztását.
A főzdében egyedi tervezésű lepárlóberendezés üzemel, mely a kisüsti lepárlás és az oszlopos finomítás egyfajta kombinációján alapul. Minden pálinkát tölgyfahordóban érlelnek legalább három hónapig, de akár egy évnél is tovább.

## Termékek
Mivel 2014. január 1-jétől már nem védi a szerzői jog Rejtő Jenő műveit, a Petendi Pálinkaház a korábbi Magitusz márkanév helyett Fülig Jimmy és a Piszkos Fred néven hozza forgalomba pálinkáit. A címkék dizájnja Korcsmáros Pál Rejtő-képregényei nyomán készült. 
A Fülig Jimmy a gyümölcsösségében könnyed, 40%-os pálinkák védjegye. Ezzel szemben Piszkos Fred 60% alkoholtartalmú. 
1. Fülig Jimmy pálinkák – alk.: 40% v/v

- Almapálinka
- Körtepálinka
- Szilvapálinka
- Meggypálinka
- Irsai Olivér szőlőpálinka
- Sárgabarackpálinka
- Aszú ágyaspálinka
- Izabella ágyaspálinka

1. Piszkos Fred pálinkák – alk.: 60% v/v

- Szilvapálinka
- Meggypálinka
- Irsai szőlő pálinka

## A lepárlási technológia
A főzde egyaránt elhatárolódik a kisüsti lepárlástól és az „oszlopos” pálinkafőzéstől is, mely utóbbi során egy főzéssel készül pálinka a cefréből, egy oszlopfeltétes lepárlóüst segítségével. Saját tervezésű berendezésük két főzéssel állítja elő a pálinkát, de a második lepárláshoz oszlopot alkalmaznak, így állításuk szerint tiszta, gyümölcsös illatvilágú, ízében is karakteres pálinkát nyernek.

## Tölgyfahordós érlelés
A Fülig Jimmy és Piszkos Fred pálinkákat a lepárlás után tölgyfahordóban érlelik, ezért a színük aranysárga. A tölgyfa az a típus, mely elég tömör szerkezetű a jövőben tervezett évekig tartó érleléshez elfogadható veszteség mellett. A közkedvelt eperfa annyira szivacsos szerkezetű, hogy mindössze néhány heti érlelést tesz lehetővé, ráadásul fájának karaktere is jóval szegényebb a tölgyénél. Tölgyfahordóban több év alatt a pálinka ízei lekerekednek, kellemes vaníliás, fűszeres zamatokkal bővülnek. A törvény szerint egy pálinka akkor forgalmazható érlelt pálinkaként, illetve ópálinkaként, ha legalább három hónapig, illetve legalább egy évig érlelődött 1000 liternél kisebb fahordóban. A Fülig Jimmy és Piszkos Fred pálinkák érlelt vagy ópálinkák. A pálinkaház célja a minimum két-hároméves érlelési idő minél előbbi elérése.

## Ágyaspálinkák
A főzde ágyas pálinkáit hordóban és gyümölcságyon egyaránt érlelik. Erre az időre – a hordós érlelést megszakítva – a pálinkát üvegballonokba töltik, melyben legalább három hónapot töltenek az aszalt gyümölcsökkel.